# Крунисање византијског цара
Крунисање (грч. στέψιμον или στεφάνωσις) је био примарни симболички чин ступања на престо византијског цара, цара - савладара или царице. Заснован је на ранијим римским традицијама избора од стране Сената или акламације војске, церемонија је временом еволуирала од релативно једноставног ad hoc догађаја до сложеног ритуала.
У V–VI. веку крунисање се постепено стандардизује, а нови цар се појављује пред народом и војском на цариградском хиподрому, где је крунисан и проглашен царем. У исто време, присуство свештенства а посебно цариградског патријарха, заузели су важно место у церемонији која је раније била чисто војна или цивилна церемонија. Од раног VII. века па надаље, церемонија крунисања се обично одвијала у цркви, углавном у Аја Софији (храм Божанске Премудрости), патријаршијској катедрали у Константинопољу. Повезаност церемоније крунисања са Цариградом и Аја Софијом постала је толико блиска да су чак и цареви који су били проглашени и крунисани ван престонице као војни побуњеници или узурпатори, обично понављали своје крунисање у престоници када су освојили власт.
Ритуал је стандардизован до краја VIII. столећа, а касније се мало мењао. То је укључивало одавање почасти Сенату, процесију у Аја Софију и поделу милостиње народу. Одржана је посебна церемонија крунисања, за коју се цар или царица која ће бити крунисана у цркви пресвлачити у крунидбену хаљину. Чин крунисања вршио је патријарх, осим када је владајући цар крунисао савладара или његову жену. Било пре или после чина крунисања, цареви су добили акламацију достојанственика, трупа и народа. Главна промена у церемонији била је додавање помазања почетком 13. века, вероватно под западноевропским утицајем, иако научници то оспоравају; и оживљавање касноантичке праксе ношења цара на штиту 1250-их. Византијски ритуал крунисања утицао је на друге православне државе, посебно на Русију, и честа је тема византијске уметности, где су владари приказани како своју круну добијају директно од Христа, Богородице или анђела.

## Историја византијског церемонијала крунисања

### Теорија и пракса царских ступања на власт
У Римском царству ступање на престо никада није било формално регулисано. У теорији, актуелно још од Августовог времена и касније формализовано у аспектима византијске церемоније крунисања, функција римског цара је била изборна, а цара су бирали римски народ, Сенат и војска. Циљ је био да се изабере „најбољи човек“, али реалност империјалних ступања на трон ретко се уклапала у идеализовану теорију; као резултат тога, неправилна ступања на престо су ретроактивно оправдана као манифестација божанске наклоности.
Идеју о избору „најбољег човека“ посебно је заступао Сенат, а континуирана републиканска традиција сенаторске аристократије захтевала је да Сенат у Риму изабере новог цара. Основа римске царске власти, међутим, била је врховна команда над војском, оличена у титули imperator, првобитно дат тријумфалним генералима Републике. Као такве, цареве је често бирала војска у провинцијама, а Сенат је био лишен сваке улоге у том процесу. Међутим, и даље је била потребна сагласност Сената као питање форме, а многи цареви који су били проглашени у провинцијама посетили су Рим како би примили сагласност Сената.
Већ од најранијих дана Римског царства, за време принципата, неколико владајућих царева је могло да одреди своје наследнике, обично блиске рођаке по крви или по усвојењу, али принцип династичког наслеђа никада није био садржан у закону. Пут је увек био отворен за узурпаторе да успешно преузму трон, под условом да их прогласе обични људи или војска, што је сигнализирало њихов пристанак. Чињеница да је узурпатор — обично војни официр — могао успешно да се постави на престо и да буде прихваћен као легитимни цар навела је модерне историчаре да описују владу каснијег Римског царства као „апсолутизам ублажен правом револуције“, по речима византолога Петра Чараниса.
Овај образац се наставио у Источном Римском или Византијском царству. Током раног византијског периода (324–610) из редова војске је било 12 царева, док је само девет долазило из владарске царске породице. Ово је почело да се мења током друштвених трансформација такозваног „византијског мрачног доба“ од VII. до VIII. века, које је унапредило принцип династичке легитимности, што је илустровано стварањем веома престижног епитета porphyrogennetos (у пурпуру рођен), за децу рођену од владајућих царева. Династичко наслеђивање је постајало све чешћа, све док није потпуно преовладало под династијама Комнина и Палеолога из касновизантијског доба.

### Церемоније избора и акламације у Римском царству
Због нерегуларне природе царских ступања на трон, током Римског царства није креиран типски церемонијал. Једини стални део било каквог царског приступања била је акламација од стране Сената, народа и војске, што је сигнализирало сагласност владавини;  за време принципата, овај ритуални чин пристанка се често понављао једном годишње, полагањем завета (vota) цару на годишњицу (natalis) његовог приступања. Током векова чин акламације је постајао све више формализован и скриптован, али је остао кључни симбол народног пристанка, а самим тим и легитимитета цара.
За време принципата, осим самог чина избора или акламације, церемонија приступања је укључивала само доделу уобичајених царских инсигнија, углавном генералског огртача (paludamentum или chlamys) царске љубичасте боје, која је подржала традицију тријумфалног imperator. Од цара Клаудија ( в. 41–54 ), након крунисања, уведено је давање поклона војницима, било као награда за њихову лојалност, или директан мито за њихову подршку. Од времена цара Константина I Великог ( в. 306–337 ), пратећи древну блискоисточну традицију, дијадема је усвојена као знак отворене монархијске моћи коју је царска функција преузела током Домината. Међутим, за разлику од древних блискоисточних монархија, чини се да у овом тренутку није усвојена никаква церемонија крунисања. Током Домината, церемонија ступања на трон (adventus) цара победника понекад се користио као симбол царског приступања, иако је то била прилика која се славила и током царске владавине.
Први доказ о церемонији крунисања забележен је током акламације цара Јулијана 361. године: војници су подигли новог цара на штит, прогласили га за Августа, и крунисали га торком на врату заставоноше уместо дијадеме, пошто је није имао. Обичај подизања на штиту, позајмљен од германских народа, остао је чест за војне узурпаторе све до цара Фоке ( в. 602–610 ), али је након тога изашао из употребе. Формализованија верзија исте процедуре примењена је за крунисање цара Валентинијана I у Анкири 364. године. Пошто су га изабрале вође војске, Валентинијан је подигао суд пред окупљеним трупама, био је обучен у царске одежде и носио је дијадему, а војници су га прогласили за Augustus-а. Затим се обратио војницима, обећавајући им новчану награду. Сличан поступак је уследио 367. године, када је цар Валентинијан I крунисао свог сина Грацијана за цара - савладара.

### Рани период, V.–VI век
Следећа забележена церемонија крунисања је била церемонија Лава I Трачанина, 457. године. Крунисања царева: Лава I, Лава II (473), Анастасија I Дикора (491), Јустина I (518) и Јустинијана I (525) описана су у De Ceremoniis из 10. века од стране цара Константина VII Порфирогенита ( в. 913–959 ), преписан из ранијег дела приписаног службенику из VI. века Петру патрицију; поред тога, церемонија крунисања цара Јустина II (565. године) је прилично детаљно описана у Кориповој похвалној песми De laudibus Iustini minoris, ("О похвалама Јустина Млађег").
Када је биран цар за упражњени престо, избор новог владара пао је на више дворске службенике (као што је magister officiorum и comes excubitorum) и Сенат, који се састојао од највиших достојанственика и бивших званичника, који су носили чин vir illustris. Године 491. након смрти цара Зенона званичници су пренели своја овлашћења на владајућу царицу-удавицу, Augusta Аријадну, која је изабрала Анастасија I. Са њеним избором морали су да се сагласе војници дворских пукова, а на крају је акламацијом цариградског становништва одобрен његов избор на јавној церемонији крунисања на цариградском хиподрому. Док су цареве подигнуте на упражњени престо на тај начин бирали Сенат и војска, уз сагласност народа, цареве - савладаре је бирао владајући цар, и иако је Сенат можда консултован, избор је на крају био на владајућем суверену. Иако је ово у ствари био династички избор, право новог цара на престо није произашло из његовог рођења, већ вољом његовог претходника.

#### Крунисање цара Лава I
Крунисање Лава I одржано је у цариградском Campus Martius, изван градских зидина. Крунисање је било скоро идентично церемонији крунисања цара Валентинијана I: Лав је успоставио суд и огрнут је официрским торком а заставе су подигнуте, војници су Лава прогласили за Богом крунисаног Augustus-а; обукао је царски огртач и дијадему, и узео копље и штит; чиновници су долазили да се поклоне (proskynesis) према свом чину; а чиновник се обратио трупама у име новог цара, обећавајући им уобичајени новчани дар. За разлику од чисто војног случаја Валентинијанове акламације, крунисање Лава I било је цивилно питање: Сенат је ратификовао његову номинацију, а нови цар је добио круну. Цариградски патријарх Анатолије је био присутан, али није играо никакву улогу у поступку, за разлику од његових наследника. Јулијаново крунисање торком, првобитно ad hoc неопходност, сада је институционализовано као плански избор, који је уследио и у каснијим крунисањем. Након крунисања, цар Лав I се вратио у град, где је посетио патријаршијску катедралу Аја Софија (храм Божанске Премудрости). Ту је положио своју круну на олтар, а када је изашао из цркве, патријарх му је ставио круну на главу.

#### Церемонијал V–VI век
После цара Лава I, церемоније описане у изворима одвијале су се на Хиподрому, осим цара Јустинијана I, који је крунисан у Делфакс сали Велике палате. Имали су велике сличности:

##### Долазак на хиподром
Након што Сенат потврди избор, нови цар је преко наткривеног пролаза, у друштву патријарха и других високих достојанственика, кренуо од Велике палате директно до царске ложе (kathisma) на суседном хиподрому. У случају крунисања цара - савладара (Лав II и Јустинијан I), цар је тада позвао magister officiorum и patrikioi да доведе новог цара - савладара. Када је то учињено, нови савладар је седео са леве стране владајућег цара, а патријарх с његове десне. Нови цар - савладар је био обучен у белу тунику до колена (divetesion) са златним clavi, опасан златом и драгуљима опточеним појасом ( zonarin); љубичасте чарапе и гамаше (touvia); и гримизне царске бускине (kampagia), везене златом и украшене розетама.

##### Подизање на штит
Цареви који су приступили упражњеном престолу били су подигнути на штит и крунисани торксом од стране campiductor, након чега су подигнуте војне заставе и проглашени су за цара. Подизање на штит није коришћено приликом крунисања цара Лава I, већ је извршено за узурпатора Ипатија током устанка Ника. Поред тога, овај ритуал се појавио током наследне кризе након Анастасијеве смрти, а пре него што се Јустин I појавио као споредни кандидат. Царски телохранитељ Екскубитор подигао је трибуна по имену Јован на штит, али му се супротставила фракција Плавих и каменовала га; исто тако, Scholae Palatinae трупе су покушале да подигну свог кандидата, magister militum, на трон и прогласили га за столом у палати, пре него што су их напали Екскубитори и њихов кандидат је убијен.

### Крунисање са дијадемом
Након акламације, нови цар је преузео остатак царске одеће, односно пурпурни огртач до чланака, украшен златним квадратом (tablion) и причвршћеним копчом од фибуле украшене драгуљима. Патријарх је изговорио молитву, а цар је крунисан дијадемом, која је до 6. века еволуирала у сложени круг опточен драгуљима. Ову врсту одеће илуструје познати мозаик цара Јустинијана I у базилици Светог Виталија у Равени. Када су савладари крунисани од стране владајућег цара, дијадему је постављао владајући цар на главу савладара; иначе је дијадему стављао на главу новог цара патријарх. У случају крунисања цара Анастасија I, он се за овај део церемоније повукао са хиподрома у оближњу салу у Великој палати, док су цар Лав I и цар Јустин I крунисани дијадемом на хиподрому, али су их војници покривали штитовима.

##### Акламација и царска адреса
Новокрунисани цар се вратио у kathisma и, носећи штит и копље, народ га је прогласио Augustus-ом. За разлику од цара Лава I, каснији цареви су слављени као Augustus, тек после формалног крунисања од стране патријарха, а не после прве акламације после подизања на штит.
Секретар (libellensis) се затим окупљеном народу и војсци обратио у име новог цара, говором који је укључивао обећање даровнице. То је увек била иста сума коју је Јулијан обећао: пет златника и фунта сребра сваком човеку.

##### Последице
Анастасијево крунисање такође бележи да је одмах отишао у Аја Софију, где је скинуо своју дијадему у metatorion (комора или низ одаја у горњем спрату храма) и дао је praepositus sacri cubiculi. Он је потом дијадему вратио цару, који ју је оставио у олтару цркве и том приликом дао богате дарове цркви. Иако ово није експлицитно поменуто за друге церемоније тог периода, пракса је вероватно настављена све док само крунисање није почело да се обавља у Аја Софији (храм Божанске Премудрости).

### Средњи период, VII–XII век
Средњи период карактерише премештање крунисања у цркве, постепена формализација и дефинисање церемоније и припадајућег црквеног обреда. Крунисања у црквама отпочета су са царем Фоком 602. године, кога је крунисао патријарх Киријак у цркви Светог Јована у Хебдомону, на периферији Цариграда. Године 610. цара Ираклија је крунисао од патријарх Сергије I у цркви Светог Филипа у дворском округу, а 638. године, цар Ираклије I је крунисао свог сина Ираклону за цара - савладара у цркви Светог Стефана у палати Дафне. Од цара Констанса II 641. године, међутим, већина царева крунисана је у Аја Софији (храму Божанске Премудрости). Једини изузетак су били цареви - савладари, који су понекад крунисани у Великој палати (цар Константин V 720. године) или на Хиподрому (цар Константин VI 776. године). Царице су често крунисане током исте церемоније као и супруг, или су крунисане заједно са својим очевима; иначе су обично крунисане у некој од сала Велике палате, или у цркви Светог Стефана Дафнинског.
Церемонијал из VII. и VIII. века није познат, јер није сачуван детаљан опис крунисања. Међутим, до касног VIII. века појавио се специфичан црквени обред. Први пут забележено у патријаршијском euchologion (литургијској књизи) око 795. чини се да је литургија остала непромењена све до 12. века. Поред података о црквеној литургији, De Ceremoniis цара Константина VII (I.38–50) садржи детаљне податке о самој церемонији крунисања, али не и о целој церемонији инаугурације ( ἀναγόρευσις).
У исто време, подизање на штит је изгледа одбачено као традиција. Фоку је на штит подигла Дунавска војска када су се побунили и прогласили га за цара, али не у склопу његовог правог крунисања у Цариграду. Пракса се након тога више не помиње, а приметно недостаје и у De Ceremoniis и euchologia. Цар Константин VII само пише о пракси као о обичају Хазара. Једини изузетак од овога, све до 13. века када је ова пракса поново оживела, били су побуњеници из 11. века Петар Дељан и Лав Торник.

#### Процесија кроз Велику палату и давање почасти Сенату
Цар, обучен у тунику skaramangion и огртач sagion, отпочињао би церемонију крунидбене процесије у Дворани Августа у Великој палати, у пратњи евнуха службеника тајне одаје, kouboukleion, на челу са praipositoi. У сали Оноподион сачекали су га окупљени патрицији и пожелели му „много добрих година“. Затим би отишли у салу Велике конзисторије, где су се окупили остали сенатори. Ту би патрицији и остали сенатори извршили проскинезу царевима, и опет им пожелели „много и добрих година“. Пролазећи кроз дворану Схола, где су тркачке фракције, обучене у свечану одећу, стајале и крстиле се.

#### Давање новчића
Царска поворка би затим изашла из Велике палате и прешла преко трга Августион до Аја Софије у формалној процесији, успут бацајући новчиће народу. Овај обичај се не појављује у делу цара Константина VII.

#### Облачење крунидбене хаљине
Након доласка у Аја Софију, цар се пресвлачио, облачио је тунику divetesion (сада много богатије извезену и чвршћу тунику од свог касноантичког имењака) и tzitzakion мантију, и преко би поново обукао sagion.
У пратњи патријарха ушао је у главну цркву преко Сребрних двери, успут палећи свеће, упутио се ка светим дверима светиње, где се помоли и запали још свећа.

#### Крунисање
Цар се, опет у пратњи патријарха, попео на амвон, где су били смештени круна и царски пурпурни огртач (chlamys).
Цар је погнуо главу, док је ђакон Аја Софије читао јектеније (ektenia). У исто време, патријарх је тихо одслужио Молитву над хламидом. По завршетку молитве патријарх је узео хламиду (огртач), предавши је и копчу фибуле члановима kouboukleion, који су њоме заогртали цара. У случају крунисања савладара или царице, патријарх је уместо тога давао огртач цару који је заогртао савладара или царицу уз помоћ праипоситоја.
Патријарх је затим прочитао Молитву над круном, пре него што је узео круну у обе руке и њоме крунисао цара, уз изјављивање „У име Оца и Сина и Светога Духа“. Окупљена публика је три пута одговорила са „Свет, свет, свет“ и „Слава на висини Богу и мир на земљи“. У случају савладаровог или царичиног крунисања, патријарх је узимао другу круну, давао је цару, који је потом крунисао новог савладара или царицу, док су хорови узвикивали „достојни!“.

#### Акламације и одавање почасти великодостојника
Цар (и савладари) су тада примили свете тајне од патријарха, након чега су разне војне заставе, које су стајале са обе стране, биле спуштене, а сенатори и хорови су се поклањали царевима.
Уследила је серија ритуализованих похвалних акламација, које славе Бога и цара (цареве).То је укључивало полихронион („На многаја љета, до тог и тог, великог цара и суверена!“). 
Цар, носећи круну, затим се упућивао да седне на престо (sella), а разни великодостојници су долазали да се поклоне и пољубе му колено, у групама од по дванаест, по редоследу првенства: прво магистри, затим патрицији и стратези, па протоспатари, и тако даље до подређених официра тагмати пукова и царске флоте.
Опис цара Константина VII Порфирогенита је у супротности са евхологијом, јер он имплицира да је редовна литургија „по обичају празника” уследила после крунисања, а не пре, али то може бити једноставно резултат његове претпоставке да се церемонија крунисања одвија, на верски празник, док евхологија не. Заиста, док је већина нових царева била крунисана што је пре било могуће, церемонија или не, за крунисање царева - савладара или царица, изабран је посебан дан, односно на велики верски празник.
У случају да је царица крунисана одвојено од мужа, следила је скоро идентична церемонија, али јој је круну на главу постављао патријарх, а не цар.

### Касни период, XIII – XV века
Овај период карактерише додавање помазања новог цара. Ово је била карактеристика ритуала крунисања у западној Европи од VII. века, али није експлицитно забележено у византијским изворима све до 1204. године. Још једна карактеристика тог периода била је оживљавање древне праксе подизања цара на штит као део церемоније. Први пут се помиње под унуком цара Теодора I, царем Теодором II Ласкарисом ( в. 1254–1258 ), вероватно га је поново оживео цар Теодор I Ласкарис. Ова пракса је институционализована за сва наредна крунисања, при чему је нови цар – који је седео, а не стајао, на штиту – био подигнут на штит који је држао патријарх и други великодостојници пре него што је ушао у Аја Софију да буде миропомазан и крунисан. У Никејском царству, цареви - савладари нису крунисани, али је традиција настављена у време владавине царева из династије Палеолога.
Седмо поглавље Псеудо-Кидоновог дела пружа пун опис ритуала крунисања царева из династије Палеолога. Мање детаљан опис је такође укључен у Историју (И.41) цара Јована VI Кантакузина, док De Sacro Templo Симеона Солунског разматра религиозне елементе церемоније са теолошке тачке гледишта. За разлику од средњовизантијског периода, ниједан извор није сачуван за стварне молитве и химне коришћене током церемоније, али се може претпоставити да се молитве бар нису много промениле у односу на претходну епоху.
Према Псеудо-Кидону, особа која ће бити крунисана провела је ноћ пре крунисања у Великој палати, заједно са својим рођацима, праијтељима и дворским великодостојницима. Ово је изузетак, јер тада Велика палата више није била главна резиденција царева, која се крајем 11. века преселила у палату Влахерна у северозападном делу града; Велика палата иначе није наведена у Псеудо-Кидоновом делу. Сутрадан у зору, рођаци цара, аристократија и званичници окупили су се на Августиону, тргу између Велике палате и Аја Софије, заједно са становништвом Цариграда и војском.

#### Крунидбена заклетва
У „други час“ (на пола пута између зоре и средине јутра) дана крунисања, цар је одлазио у Аја Софију, где је предао патријарху руком писану крунидбену заклетву. Почињала је са гаранцијом привржености православној доктрини и канонском праву (Псеудо-Кидон пружа цео текст, укључујући Никејски симбол вере), обећањем да ће се поштовати привилегије Цркве и владати праведно и добронамерно. Исто је усмено поновљено пред патријархом.

#### Давање благодати
У исто време, посебно изабрани сенатор — тј. носилац дворске титуле или функције — пењао се на степенице трга Августион и почео да дели новчиће окупљеном становништву, у облику малих пакета (epikombia) са три златна, три сребрна и три бронзана новчића.

#### Подизање на штит и акламација
Пошто је предао заклетву патријарху, цар је напуштао Аја Софију и одлази у дворану (triklinos) познату као Томаити, један од делова патријаршијске палате који се простирао дуж источне стране Августиона и био повезан са јужном галеријом Аја Софије. Тамо је био подигнут на штит и тако приказан људима који су се окупили на Августиону. Предњи део штита носили су старији цар (у случају крунисања цара - савладара) и патријарх, а иза њих су били царски рођаци или високи званичници, од деспота наниже. Након акламација народа и војске, нови цар је спуштен и враћен у Аја Софију.

#### Облачење крунидбене хаљине
По уласку у цркву, цар се пресвлачио у посебно изграђеној малој дрвеној одаји (еквивалент ранијем metatorion), облачио је царску тунику(сакос) и loros, након што су их први благословили епископи. Глава му је остајала гола, али је могао да носи поједностављен венац (стефанос) или „било шта друго што би мислио да одговара“.
По изласку из одаје, нови цар - савладар (и његов отац, старији цар, у зависности од прилике) стајали су на дрвену платформу, конструисану поред одаје и обложену црвеном свилом, након чега је постављен сет специјалних златних престола одређене висине. Цареви су седели на престолима заједно са својим женама. Ако су царице већ биле крунисане, носиле су своју круну, иначе је нова царица носила и венац (stephanos).

#### Миропомазање
У међувремену, патријарх је служио литургију. Пред trisagion химне, он и други црквени великодостојници попели би се на амвон. Затим је литургија прекидана и црква би утихнула, након чега би патријарх позвао цареве к себи. Цар се успињао на амвон са западне стране, односно ка патријарху који је читао молитве за миропомазање цара. По завршетку молитве, нови цар би скинуо капу са главе, а одмах за њим цео сабор који је устао. Патријарх је приступио помазању новог цара, вичући свети!, што је три пута узвикивано од стране окупљених у храму.

#### Крунисање
Круна, коју су до тог тренутка обреда ђакони чували у олтару, затим је донета на амвон. Патријарх ју је узео у руке и стављао на главу новог цара, проглашавајући га „достојним“ (axios), што су опет трипут понављали окупљени. Патријарх је прочитао још једну молитву, а нови цар је силазио с источног степеништа (ка олтару).
Ако је нови цар имао супругу, она је у овом тренутку била крунисана. Супружница би устала са платформе, где је седела царска породица, и отишла до солеа, пролаза који повезује амвон са олтаром. Са обе стране су је пратила два блиска рођака или, у супротном, два дворска евнуха. Пошто је и сам био крунисан, нови цар би узео из патријархових руку царичину круну — коју су такође држала два рођака или евнуха, а благословио ју је патријарх, спустио се низ степенице и крунисао је. Нова царица је одмах извршила проскинезу (proskynesis) у знак покорности, а патријарх је прочитао још једну молитву за царски пар и њихове поданике. Иначе, ако се супруга удала за раније крунисаног цара, она је по сличном поступку крунисана током церемоније венчања.

#### Велики опход
После крунисања, и цар и царица би се попели на царску платформу и сели на престоле, цар је држао крст, а царица baion (позлаћени штап украшен бисерима и драгуљима у облику палмине гране). Царски пар је остао да седи током остатка литургије, осим када се певао trisagion или читале посланице и јеванђеља.
На почетку Великог опхода, старији ђакони су позвали цара и довели га до Жртвеника. Тамо је преко друге одеће облачио златну мантију ( mandyas ), а у леву руку узео штап (narthex), док је у десној још увек држао крст. И златна мантија и штап означавали су његов црквени чин као самодршца. Тако обучен, цар је предводио поворку Великог опхода око наоса, са обе стране су били стотину „Варајага са секирама“ и стотину младих наоружаних племића, а пратило га је свештенство које је носило свете украсе и приносе. Поворка би се завршила када би цар стигао до солеа. Док су остали остајали, цар би сам отишао у сусрет патријарху ка светим дверима. Њих двојица би погнули главе у знак поздрава, при чему је други ђакон, са кадионицом у десној руци и патријаршијским омофором у другој, покадио би цара, и, погнувши главу, узвикнуо: „Нека се Господ Бог сети у царству Своме владавине Вашег Величанства, увек, сада и у векове векова“, одјекују сви остали ђакони и свештеници. Исто се понављало и за патријарха, а затим би цар скинуо златну мантију, уз помоћ referendarios (патријарховог гласника код цара), и вратио би се на платформу код своје породице.

#### Причешће
Цар је остајао на платформи, седећи изузев током читања Никејског Символа вере, Молитве Господње и Уздизања (литургијска пракса). После Узвишења, ако цар није био спреман за причешће, седео је до краја литургије.
Ако је цар хтео да се причести, главни ђакони су га призивали у олтар. Узевши кадионицу, окаде олтар унакрст, а потом и патријарха. Патријарх би поздравио цара, узео кадионицу и затим окадио цара. Тада је цар скинуо своју круну и предао је ђаконима.
Причешће цара одвијало се на начин резервисан за свештенство: у једном тренутку у 13./14. веку усталила се пракса да су мирјани почели да се причешћују (освећени хлеб и вино) помешани у путиру из кашике, али су цар и свештенство задржали старију праксу примања хлеба и вина одвојено. Патријарх, причешћује цара, дајући му у руке комад хлеба; а после, држећи путир док је цар пио из њега. Цар је затим поново ставио круну и изашао из олтара.

#### Одлазак и церемонија након одласка
На крају литургије, цар је са осталим присутнима примао хлеб познат као antidoron. Потом су га благословили патријарх и епископи, целивајући им руке и одлазио је на галерију резервисану за катихумене, где је подигнута дрвена платформа, са „обичним“ престолима и сакривена од погледа златним завесама. Нови цар и царица (и, ако су живи, цареви отац и мајка) попели су се на платформу док су били скривени од погледа. Хор би тада певао „подижи, дижи“ (anateilate, anateilate), а завесе су се подигле, показујући царску пратњу окупљенима у галерији катихумена, који славе цареве.
Након што је акламација завршена, царска пратња је силазила са платформе и повела би поворку до Велике палате. Цареви и царице, носећи своје круне, били су на коњима, док су остали достојанственици ишли пешке. Псеудо-Кидон напомиње да су коњи некада били украшени покривачима око врата и задње стране (chaiomata), и црвеним свиленим тракама изнад њихових плетеница (toubia), али да у Псеудо-Кидиново време, покривачи више нису били коришћени. Царској пратњи претходила су копља са дрвеним прстеновима, украшена црвеним и белим свиленим тракама, чији су носачи певали у ходу. Током крунидбене литургије, три од ових копља су се налазила са обе стране две певничке платформе подигнуте са обе стране наоса Аја Софије.
У Великој палати одржаван је банкет поводом крунисања, само за царску породицу, док су достојанственици нижих дворских чинова присуствовали, али нису вечерали. Велики доместик је био одговоран за служење царевима, или, ако није био доступан, неко од деспота, севастократора или цезара. Следећег дана, цареви би отишли у главну царску резиденцију, палату Влахерна. Тамо је други сенатор поделио народу epikombia, док је сам нови цар бацао златнике дворским великодостојницима и њиховим синовима, окупљеним у дворишту палате. Свечаности у палати су се наставиле неколико дана након тога — према Псеудо-Кидону, десет, осим ако цар није другачије одредио — са банкетима на којима су вечерали сви дворски великодостојници.

## Религијски елементи
Почевши од 5. и 6. века, церемоније крунисања су све више биле прожете хришћанском верском симболиком: осим присуства патријарха, у царевом говору и одговорима народа долазило је и до верских позива.

### Улога цариградског патријарха
Чин постављања круне од стране цариградског патријарха уведен је на крунисању цара Лава I Трачанина 457. године — а не, како се тврди у каснијој византијској традицији и још увек понавља у старијој науци, на крунисању цара Маркијана 450. године. Улога цариградског патријарха у церемонији и њен могући уставни значај били су предмет више тумачења и спекулација у оквиру историјске науке.
Испитујући крунисања из 5. века, немачки правни историчар Вилхелм Сикел сматра да је патријарх деловао као државни функционер, односно као најистакнутија не-империјална личност Цариграда, и да се чин доделе круне од стране свештеника преферира као мање вероватно да ће изазвати љубомору него да секуларни званичник уради исто. Иако је општепризнато да су Византинци царску власт схватали као „божји дар“, многи савремени научници следе Сикелово мишљење и наглашавају да иако је крунисање од стране патријарха давало престиж и легитимитет, са уставне тачке гледишта, оно није било строго неопходно. Ово гледиште је сажео историчар Вилхелм Енслин у свом поглављу о византијској влади у Кембриџ средњовековној историји: акламација је била „одлучујући чин при избору цара“, али за разлику од папине улоге у крунисању у Светом римском царству, „на истоку Патријарх је испрва деловао као представник не Цркве, већ бирача, и његово учешће се не сматра суштинским елементом за уставну валидност царских избора“. Без обзира на то, Енслин је признао да је током времена церемонија крунисања „попримала све више црквени изглед“ и да се улога патријарха „све више прерастала у обичај“.
Други научници, као што су Ј. Б. Бури, Гавро Манојловић, Георгије Острогорски, Андре Грабар и Петер Чаранис, изнели су различито мишљење око питања да је учешће патријарха имало уставни значај, у смислу да је нови владар морао бити хришћанин и да је додељивање круне сигнализирало да га Црква прихвата. Уобичајено је гледиште да је учешће патријарха одражавало „престиж цркве и политички статус појединих патријарха“, али је Чаранис истакао да кроз историју Византије постоје бројне индиције да је само крунисање од стране Патријарха дало пун легитимитет цару. Тако је 1143. године, цар Манојло I Комнин, иако већ крунисан од свог оца цара Јована II Комнина, на терену, поновио крунисање по повратку у Цариград. После Четвртог крсташког рата, цар Теодор I Ласкарис, оснивач Никејског царства, није могао да се крунише за цара све док није попуњено упражњено место цариградског патријарха; 1261. године, крунисање цара Михаила VIII Палеолога у Цариграду дало му је довољан легитимитет за смену законитог династичког цара Јована IV Ласкариса са власти; у грађанском рату 1341–1347, цара Јована VI Кантакузина је крунисао за цара 1341. године, јерусалимски патријарх, али је морао да понови церемонију после победе у рату, у Цариграду, након што је тамо поставио патријарха који је био вољан да га крунише; а неколико година касније, крунисање сина цара Јована VI, Матије Кантакузина за цара - савладара такође је морало бити одложено док се не пронађе нови, патријарх, који би прихватио да га крунише. Још један значајан случај који је демонстрирао утицај који је имао патријарх због неопходности патријаршијског крунисања било је одбијање патријарха Полиевкта да крунише узурпатора Јована I Цимискија, који је дошао на престо након убиства цара Нићифора II Фоке 969. године. Патријарх је захтевао да се нови цар одрекне царице Теофано, која је била у завери са Цимискијем, да открије имена убица и укине Фокине законе који ограничавају аутономију Цркве, пре него што је пристао да га крунише за цара.
Последњи византијски цар, Константин XI Палеолог Драгаш ( в. 1449–1453 ), није крунисан у Цариграду. За цара је проглашен у Мистри на Пелопонезу, где је владао локалном византијском провинцијом. Упркос каснијим тврдњама да га је тамо крунисао митрополит лакедемонски, чини се да ово није тачно, иако су локално становништво и гарнизон вероватно испунили улоге које је церемонијал прописао за њихове цариградске колеге. Редовна церемонија крунисања није поновљена у Цариграду, пошто је патријарха Григорија III Мамаса избегавало локално становништво због његовог проунионистичког става према Католичкој цркви, а сам цар Константин XI је, барем јавно, такође био присталица Уније. Историчар савременик тог периода Дука сматрао је из тих разлога, Константиновог претходника, цара Јована VIII Палеолога, као последњег легитимног „цара Римљана“.
Перцепција учешћа патријарха као предуслова за царско крунисање пренела се и на државе под утицајем Византије. 913. године, у покушају да га спречи да нападне Цариград, патријарх Николај I Мистик извршио је својеврсно крунисање за цара бугарског владара Симеона I у Хебдомону. Иако је тачна природа тог крунисања спорна, локација церемоније, која је раније коришћена за византијска царска крунисања, и чињеница да ју је извршио цариградски патријарх, наговештавали су давање титуле императора (или цара) Симеону I. И цар Симеон I и потоње Друго бугарско царство осећали су се принуђеним да креирају сопствене бугарске патријархе, као саставни део царских амбиција. Исто тако, када је српски краљ Стефан Душан хтео да се прогласи за цара 1346. године, прво је именовао српског патријарха, који је потом извршио крунисање у Скопљу.
Поред самог чина крунисања, патријарх је одиграо још једну важну улогу тиме што је тражио крунидбену заклетву коју је нови цар морао да полаже. Заклетва је први пут забележена на крунисању цара Анастасија I 491. године, када је патријарх Ефимије захтевао од цара Анастасија I писмену заклетву да ће подржавати Цркву и православну веру. Овај чин је проистекао из добро познатих монофизитских веровања цара Анастасија I и Еуфемијевог противљења његовој кандидатури. Полагања сличних заклетви су повремено потврђене у каснијим вековима (за цара Фоку 602. године, цара Лава III Исавријанца 717. године, цара Михаила I Рангабеа 811. године, и цара Лава V Јерменина 815. године), али заклетва није била регулисана све до касног византијског периода, а посведочена је још као церемонија за цара Константина XI Палеолога, 1449. Ова заклетва није била само заштита верског правоверја, већ је садржала и гаранције према Цркви и њених привилегија као и обећања да ће нови цар владати по правди; по историчару Чаранису, то је био „најближи византијски документ уставној повељи“.
Чаранис указује на то да су цареви прихватали услове које су поставили патријарси, као јасан знак да су крунисање од стране патријарха сматрали „чином неопходним за завршетак [њиховог] устоличења“, и тврди да је „тешко извући било какав други закључак осим да је крунисање новоименованог цара било црквени чин од суштинског значаја за завршетак његовог устоличења и да га је патријарх вршио у улози највишег црквеног званичника“. Чаранис такође тврди да је папско крунисање цара Карла I Великог за цара 800. године још један доказ који подржава став да је церемонија крунисања имала и религиозни аспект и да је била неопходна за доделу царског достојанства, пошто је папа очигледно следио византијски преседан.

### Увођење јелеосвећења
Чин помазања током крунисања следио је познату библијску традицију, Давидово помазање. Бројни средњовизантијски извори помињу помазање царева, на пример цара Василија I Македонца, али ова употреба је метафорична и инспирисана је библијским примером; чин помазања не помиње ни цар Константин VII ни Евлогија. Најранија могућа стварна помазања је посведочио историчара Никита Хонијата, наводи помазање цара Манојла I Комнина 1143. године, и на улазак цара Алексија III Анђела у Аја Софију „да буде помазан за цара према обичају“ 1195. године. Немогуће је са сигурношћу рећи да ли је до помазања заиста дошло, или су такође метафоре изведене из библијске традиције. Први византијски владар за којег се са сигурношћу зна (такође кроз извештаје које је написао Хонијат) да је био помазан и крунисан био је цар Теодор I Ласкарис, оснивач Никејског царства, 1208. године.
Док се помињање помазања цара Манојла I Комнина генерално сматра метафором или игром речи,  ово је мање извесно за цара Алексија III Анђела. Историчар Острогорски је чврсто аргументовао да је постојала иновација након 1204. године, на двору у Никеји, где је имитиран ритуал који је коришћен приликом крунисања латинског цара Балдуина I, а од тада су га следили и други научници, као што је Димитер Ангелов, који је његово усвајање ставио у контекст растуће важности и утицаја Цркве у односу на царску службу у последњим вековима постојања Византијског царства. Међутим, Доналд М. Никол је истакао да цар Теодор I Ласкарис, у намери да обнови византијске традиције, тешко да је прекопирао ритуал од Латина који су окупирали Цариград, додавши да је када је писао о крунисању Ласкарисовог ривала цара Теодора Комнина Дуке као цара у Солуну 1225. године, чини се да савремени извори помазање сматрају нормалним и утврђеним делом ступања на дужност новог цара, заједно са акламацијом и крунисањем. Према Николу, то је указивало на то да је ова пракса вероватно уведена крајем XII века, иако још увек под утицајем Латина.
Расправљало се и о супстанци која је коришћена за помазања: 1220-их, охридски архиепископ Димитрије Хоматијан, који је крунисао цара Теодора Комнина Дуку, такође је био у спору са цариградским патријархом (који је био у изгнанству на никејском двору) око тога да ли је цара требало да буде помазан уљем ( elaion) — према Хоматијану, то је био традиционалан начин — или миром (myron) које се користило током крштења и коришћено је за крунисање цара Теодора I Ласкариса. Употреба кризма је дефинитивно усвојена до краја XIII столећа. За разлику од западне праксе, где је тело помазано миром, а глава уљем, византијско помазање цара вршило се тако да је патријарх на царевој глави уцртао знак крста. Према византијским ауторима, ово је означавало статус цара као „помазаника Христовог“ и поглавара целог хришћанског света. Чин је осветио цара, наглашен поновљеним узвиком свети! (hagios!) од патријарха и народа током церемоније крунисања.

## Прикази крунисања у уметности
Царска крунисања су чест мотив у византијској уметности, мотив је присутан на широком спектру предмета, од слика и рукописних минијатура до резбарија од слоноваче и новчића. У већини случајева, а посебно на новчићима и плочама од слоноваче које су намењене за сећање на крунисање (и које је могуће поделио као поклон сам цар), цар или царски пар су приказани као крунисани од Христа, Богородице или арханђела. Ово треба да симболизује посебну везу између цара и Бога, као и идеју да је цар изабран од Бога. Насупрот томе, сцене крунисања у илуминираном рукопису Мадридских Скилица имају за циљ да илуструју наратив и прикажу догађај у историјском окружењу, са цариградским патријархом који изводи крунисање.

## Утицај
Крунисање Дмитрија Ивановича као наследника, од стране његовог деде, великог кнеза Иван III Васиљевича Рјуриковича, 1498. године, инспирисано је византијским ритуалима, попут оних описаних у De Ceremoniis за царско крунисање, као и за проглашење цезара, титула која је у то време често давана византијским наследницима. Када је 16. јануара 1547. године, Велики кнез Москве Иван IV Грозни крунисан за руског цара, уцртана је церемонија из 1498. године, као и опис крунисања цара Манојла II Палеолога 1392. године од стране архиђакона Игњатија од Смоленска, као и други византијски извори из 14. века. Религиозни део церемоније и регалије које су коришћене — пурпурна одећа, мантија, жезло итд. — били су скоро тачно копирани. Неки елементи, а то су акламација од стране народа и подизање на штит, изостављени су, док је расподела милостиње погрешно протумачена и новокрунисани владар је уместо тога засут новчићима.